# Nó terminal da árvore
Em estrutura de dados, define-se nó como terminal de uma árvore quando, a partir de um determinado critério de busca, após percorrer-se a árvore torna-se necessário retornar aos nós anteriores para continuar a percorrer a árvore.
Por exemplo, ao percorrer uma árvore binária de cima para baixo, da esquerda para a direita, quando se encontrar uma folha cujo pai não possua filhos à direita, deve-se retornar para o avô deste mesmo nó, caso exista. Se não existir, a busca terminou. Caso exista, o percorrimento segue, da mesma forma: de cima para baixo, da esquerda para a direita.